# Период запрета НСДАП в Баварии
Период запрета НСДАП в Баварии (нем. Verbotzeit) — 15-месячный промежуток между провалом Пивного путча 9 ноября 1923 года и официальной отмены запрета НСДАП 16 февраля 1925 года. В это время партия, её печатные органы и военизированные формирования (СА) были вне закона, а её лидеры, включая Гитлера, либо находились под арестом, либо в политической изоляции.

## Исторический контекст
24 июня 1922 года министр иностранных дел Веймарской республики еврей Вальтер Ратенау, который подписал от имени Германии Версальский договор, убили ультраправые экстремисты из организации «Консул». В ответ на это правительство Йозефа Вирта через Рейхстаг выпустило Закон о защите Республики (LFPR). Вирт выступил с речью в Рейхстаге после убийства министра иностранных дел, в которой он указал на правых делегатов парламента, а затем сделал знаменитое заявление: «угроза — справа!» (Der Feind steht rechts!). Закон ужесточил наказания за политическое насилие и запретил организации, выступавшие против «конституционной республиканской формы правления», а также их печатные органы. LFPR также учредил специальный суд в Лейпциге, который был наделен исключительной юрисдикцией в отношении нарушений, связанных с LFPR. Суд состоял из девяти членов, назначаемых Рейхспрезидентом, что ограничивало судебный регионализм и партикуляризма. В качестве меры, призванной ограничить влияние консервативной (и отчасти монархической) судебной системы республики, только трое из девяти судей должны были быть профессиональными юристами; остальные могли быть судьями-непрофессионалами.
Баварский ландтаг, сопротивлявшийся центральной власти и ревностно защищавший автономию Баварии, принял ответные меры: вышел баварский закон, который приостанавливал действие Закона о защите Республики в Баварии и заменял его собственным баварским указом о защите республики. Верховный суд Баварии признал этот маневр законной и эффективной процедурой. Конституционный кризис разрешился компромиссом: Баварский закон отозван, а закон о защите республики изменен, чтобы предусмотреть создание равноправного «южного отделения» нового суда и чтобы трое из судебных заседателей в этом отделении были баварцами.
К началу 1923 года НСДАП была запрещена в землях: Пруссия, Саксония, Баден, Тюрингия, Шаумбург-Липпе, Мекленбург-Шверин, Гамбург, Бремен и Гессен в соответствии с положениями Закона о защите Республики. В марте 1923 года Верховный суд Германии подтвердил все решения о запрете НСДАП в тех местах, где она действовала в 1922 году. Нацистская газета Völkischer Beobachter также была запрещена. В суде над Адольфом Гитлером за его участие в неудавшемся Пивном путче 1923 года суд отказался применять положения закона о защите республики к «человеку, который думает и чувствует так же по-немецки, как Гитлер». Закон требовал бы его депортации в Австрию как иностранца (у Гитлера на тот момент еще не было немецкого гражданства), осужденного за государственную измену.